# Kyrkesjön, Bohuslän
Kyrkesjön är en sjö i Uddevalla kommun och Vänersborgs kommun i Bohuslän och ingår i Bäveåns huvudavrinningsområde. Sjön är 4,5 meter djup, har en yta på 0,407 kvadratkilometer och är belägen 53 meter över havet. Sjön avvattnas av vattendraget Bäveån (Risån). Väster om Kyrkesjön ligger den lilla sjön Käpp och därefter Grind. De tre sjöarna ingick i en planerad kanal mellan Uddevalla och Vänersborg som dock aldrig byggdes.

## Delavrinningsområde
Kyrkesjön ingår i det delavrinningsområde (647461-128359) som SMHI kallar för Ovan Gundleboån. Medelhöjden är 90 meter över havet och ytan är 35,97 kvadratkilometer. Räknas de 2 avrinningsområdena uppströms in blir den ackumulerade arean 107,84 kvadratkilometer. Avrinningsområdets utflöde Bäveån (Risån) mynnar i havet. Avrinningsområdet består mestadels av skog (56 procent), öppen mark (14 procent) och jordbruk (21 procent). Avrinningsområdet har 0,9 kvadratkilometer vattenytor vilket ger det en sjöprocent på 2,5 procent.